# Luftfahrzeug-Elektronik-Betriebs-Verordnung
Die Luftfahrzeug-Elektronik-Betriebs-Verordnung (LuftEBV) regelt nach Maßgabe des Luftfahrt-Bundesamtes auf der Grundlage des Luftverkehrsgesetzes den Betrieb von Mobiltelefonen und anderen nicht als Luftfahrtgerät zugelassenen elektronischen Geräten in einem Luftfahrzeug.
Die dort festgelegten Regeln sollen Gefährdungen durch Strahlungen elektronischer Geräte auf die Bordelektronik von Luftfahrzeugen vermeiden. Während des Starts und der Landung dürfen nur medizinisch notwendige Geräte, ausschließlich mit Knopfzellen betriebene Geräte und tragbare satellitengestützte Navigations- und Aufzeichnungsgeräte genutzt werden.
Die Benutzung von Geräten mit Sendefunktion, zum Beispiel Mobiltelefonen, kann der Luftfahrzeughalter seit 2008 unter bestimmten Umständen zulassen, wenn die elektromagnetische Verträglichkeit mit der Bordelektronik nachgewiesen ist.